# Сманд, Флорис
Флорис Сманд (нидерл. Floris Smand; род. 20 января 2003, Утрехт) — нидерландский футболист, защитник испанского клуба «Эльденсе».

## Клубная карьера
Футболом начал заниматься в клубах КВВО и «Флево Бойз». В 2016 году присоединился к академии «Камбюра». В августе 2022 года подписал с клубом первый профессиональный контракт, рассчитанный на два года с возможностью продления ещё на сезон. 6 августа в матче первого тура с «Эксельсиором» дебютировал в чемпионате Нидерландов, появившись на поле в стартовом составе. В первом сезоне вместе с командой занял предпоследнее место в турнирной таблице и вылетел в Эрстедивизи.
25 августа 2024 года перешёл в шведский «Вестерос» на правах аренды до конца года с возможностью выкупа.
11 июля 2025 года стал игроком испанского клуба «Эльденсе», подписав двухлетний контракт до середины 2027 года.

## Клубная статистика
| Выступление      | Выступление      | Выступление      | Лига | Лига | Кубки | Кубки | Конт. кубки | Конт. кубки | Итого | Итого |
| Клуб             | Лига             | Сезон            | Игры | Голы | Игры  | Голы  | Игры        | Голы        | Игры  | Голы  |
| ---------------- | ---------------- | ---------------- | ---- | ---- | ----- | ----- | ----------- | ----------- | ----- | ----- |
| Камбюр           | Эредивизи        | 2022/23          | 23   | 0    | 1     | 0     | 0           | 0           | 24    | 0     |
| Камбюр           | Эрстедивизи      | 2023/24          | 32   | 1    | 3     | 0     | 0           | 0           | 35    | 1     |
| Камбюр           | Эрстедивизи      | 2024/25          | 9    | 0    | 0     | 0     | 0           | 0           | 9     | 0     |
| Камбюр           | Итого            | Итого            | 64   | 1    | 4     | 0     | 0           | 0           | 68    | 1     |
| Вестерос         | Алльсвенскан     | 2024             | 6    | 0    | 0     | 0     | 0           | 0           | 6     | 0     |
| Вестерос         | Итого            | Итого            | 6    | 0    | 0     | 0     | 0           | 0           | 6     | 0     |
| Всего за карьеру | Всего за карьеру | Всего за карьеру | 70   | 1    | 4     | 0     | 0           | 0           | 74    | 1     |